# PF (firewall)
PF (z angl. Packet Filter, česky filtr packetů nebo packetový filtr) je svobodně licencovaný (pod licencí BSD) stavový firewall založený na filtrování packetů. Je porovnatelný s netfilterem (ovládaný příkazem iptables), ipfw anebo ipfiltrem. PF byl původně vyvinut pro OpenBSD, ale byl portován na mnoho dalších operačních systémů. 

## Historie
PF byl původně vyvinut jako náhrada pro IPFilter od Darrena Reeda, ze kterého převzal množství syntaktických pravidel. IPFilter byl z CVS repozitáře OpenBSD odebrán 30. května 2001 kvůli pochybnostem vývojářů OpenBSD o licenci tohoto nástroje.
První verze PF byla napsána Danielem Hartmeirem a objevila se v OpenBSD verze 3.0, která byla uvolněna 1. prosince 2001.
Později byl ale tento nástroj významně přepsán Henningem Braunerem a Ryanem McBridem (přičemž nejvíce kódu bylo napsáno Henningem Braunerem). Henning Brauner je momentálně hlavním vývojářem PF. 

## Portované verze
Kromě domovské platformy OpenBSD, PF byl přizpůsoben k běhu na mnoho dalších operačních systémech, byť s určitými rozdíly v jeho funkcích. 
PF může být momentálně užíván v následujících systémech
- FreeBSD
- Mac OS X
- iOS
- NetBSD
- DragonFly BSD
- Debian GNU/kFreeBSD
- Oracle Solaris
- QNX (a tedy v mnoho modelech BlackBerry telefonů)
- pfSense